# Venturi Grand Prix
Venturi Formula E Team byl motoristický závodní tým sídlící v Monaku. Zakladateli byli majitel Venturi Automobiles Gildo Pallanca Pastor a americký herec Leonardo DiCaprio, kteří tým založili pro závody šampionátu Formule E Mezinárodní automobilové federace FIA.
Tým se účastnil závodů Formule E od sezóny 2014/15 do sezóny 2021/22. Po jejím skončení se tým transformoval do nového subjektu pod názvem Maserati MSG Racing.

## Historie

### Sezóna 2014/15
Pro první sezónu využíval tým monopost postavený italským výrobcem Dallara. Jako jezdci působili bývalí jezdci Formule 1 Nick Heidfeld a Stéphane Sarrazin. V první závodě byl Heidfeld ještě v posledním kole na druhém místě, ale pak jej ze závodu vyřadila kolize, když se snažil předjet Nicolase Prosta, v závodě nakonec zvítězil Lucas di Grassi. Jediné umístění na pódiu v první sezóně vybojoval Heidfeld při ePrix Moskvy, když dojel na třetím místě za pozdějším šampiónem Nelsonem Piquetem Jr. a di Grassim. Sarrazin vyhrál poslední závod při ePrix Londýna, ale penalizace za překročení použitého výkonu jej odsunula na 15. místo. V clekovém pořadí skončil Heidfeld 12. se 31 body a Sarrazin 15. se 22 body; tým skončil celkově na 9. místě. Po sezóně odešel Heidfeld do týmu Mahindra.

### Sezóna 2015/16
Po Heidfeldově odchodu podepsal tým mistra světa Formule 1 z roku 1997 Jacquese Villeneuva jako týmového kolegu k Sarrazinovi. Kanadský pilot se s týmem po ePrix Punta del Este rozešel pro "neshody nad dalším směřováním týmu" a nahradil jej Mike Conway. Sarrazin byl lepší než oba jeho kolegové - získal body ze všech závodů a v ePrix Long Beach skončil druhý za vítězným di Grassim, kde si také první body připsal Conway za 10. místo. Tým skončil celkově na 6. místě se 77 body. 70 z nich zaznamenal Sarrazin, což jej umístilo na 6. místo mezi jezdci, Conway se 7 body skončil 16. a Villeneuve bez bodu na 20. místě.

### Sezóna 2016/17
Sarrazin zůstal i pro třetí sezónu, Conwaye nahradil jezdec FIA GT Maro Engel, kterého pro ePrix Paříže nahradil Tom Dillmann. Tým skončil celkově na 9. místě se 30 body, když nejlepším výsledkem bylo Engelovo 5. místo z ePrix Monaka. Sarrazin v pořadí jezdců skončil desátý s 36 body, Engel s 18 body šestnáctý a Dillmann se 12 body na 19. místě.

### Sezóna 2017/18
Pro čtvrtou sezónu zůstal u týmu Engel a Sarrazina nahradil sedminásobný vítěz závodu série Macau World Cup Edoardo Mortara. Mortara získal hned při prvním závodním víkendu v ePrix Hongkongu první umístění na stupních vítězů od roku 2016, když dojel na třetím místě, ze kterého se pak díky diskvalifikaci Daniela Abta stalo místo druhé. Během závodních víkendů, kdy Mortara plnil své povinnosti v DTM, jej v kokpitu nahrazoval opět Tom Dillmann. Tým skončil celkově se 72 body na sedmém místě. Mezi jezdci skončil sezónu Engel na 12. místě se 31 body, hned za ním Mortara s 29 body a Dillmann na 18. místě se 12 body.

### Sezóna 2018/19
V květnu 2018 tým podepsal tříletý kontrakt s bývalým jezdcem Formule 1 Felipem Massou. Jako jeho týmový kolega závodil i v této sezóně Mortara. Ten se blýskl 3 místem při ePrix Mexika a vítězstvím v ePrix Hongkongu po penalizaci původního vítěze Sama Birda. Felipe Massa také zapsal umístění na pódiu, a to při ePrix Monaka. Massa k tomu přidal 3. místo v ePrix Monaka.
Celkově tým skončil v hodnocení týmů na 8. místě s 88 body. Jeho jezdci obsadili 14. a 15. místo v hodnocení jezdců (Mortara byl 14. s 52 body, Massa 15. s 36 body).

### Sezóna 2019/20
V říjnu 2019 tým Venturi potvrdil na další sezónu Felipeho Massu a Edoarda Mortaru jako své jezdce. Zároveň také oznámil nového dodavatele motorů, kterým se stal Mercedes.
Těsně před startem sezóny pak tým oznámil příchod hlavního titulárního sponzora, telekomunikační firmu RoKiT, a podpis vzájemné tříleté smlouvy. Testovacím jezdcem zůstal Norman Nato a nově byl do této role jmenován Arthur Leclerc, mladší bratr pilota Formule 1 Charlese Leclerca.
Tým zaznamenal bodové zisky ve všech pěti závodech sezóny před tím, než došlo k jejímu přerušení vinou pandemie covidu-19. Po opětovném spuštění závodů se uskutečnilo šest závodů na okruhu Tempelhof Airport Street Circuit v Berlíně, jako součást EPrix Berlína 2020. V konečném hodnocení skončil Mortara mezi jezdci na 14. místě s 41 body a Massa na 22. místě se 3 body. V hodnocení týmů Venturi obsadilo 10. místo se 44 body.
Po posledním závodě Felipe Massa oznámil, že ve Formuli E končí.

### Sezóna 2020/21
Pro sezónu Formule E 2020/2021 tým Venturi znovu podepsal Mortaru a povýšil Normana Nata na pozici druhého jezdce. Testovacím jezdcem se stal nově Jake Hughes a bývalý jezdec Jérôme d'Ambrosio byl jmenován do role zástupce vedoucího týmu.
V prosinci 2020 oznámil tým Venturi změnu vlastníka, stala se jím skupina investorů z USA vedená Scottem Swidem a Jose M Aznarem Botellou. Susie Wolff zůstala na pozici šéfky týmu a ponechala si menší část týmu, stejně jako zakladatel Gildo Pallanca Pastor.
Během sezóny nejprve Mortara vybojoval umístění na stupních vítězů v úvodní EPrix Ad Diriyah 2021, kde dojel druhý za Nyckem de Vriesem. O den později během tréninku ošklivě havaroval z důvodu softwarové chyby na brzdách. Z nemocnice byl propuštěn, ale nezúšastnil se druhého závodu v Saúdské Arábii. V průběhu sezóny získal ještě tři další pódiová umístění, včetně druhého vítězství v kariéře při EPrix Puebly 2021. Tým Venturi na tuto událost čekal od EPrix Hongkongu 2019, tedy 834 dní.
Do posledního závodu vstupoval Mortara jako kandidát na titul, ale kolize s Mitchem Evansem v prvním kole ho připravila o šance. Zároveň si způsobil mikrofrakturu čtvrtého obratle. V pořadí jezdců obsadil druhé místo.
Norman Nato ve své první sezóně postupně stoupal pořadím a zvítězil v posledním závodě sezóny v Berlíně. Navíc mu byly předtím odebrány druhé a třetí místo ve Valencii a Římě. Nato se tak stal třetím jezdcem, který dokázal vyhrát ve své nováčkovské sezóně. Celkově skončil s 54 body na 18. místě mezi jezdci.
Venturi jako tým získalo sedmou příčku se 146 body.

### Sezóna 2021/22
V září 2021 tým znovu podepsal Mortaru na pátou sezónu. Novým týmovým kolegou se stal Lucas di Grassi, vítěz 3. sezóny Formule E. Norman Nato se stal rezervním jezdcem týmu Jaguar Racing. Susie Wolff se stala ředitelkou a její roli šéfa týmu převzal Jérôme D'Ambrosio.
Během druhého závodu v EPrix Ad Diriyah 2022 se jezdcům Venturi podařilo zaznamenat dvojité pódium: Mortara zvítězil potřetí v kariéře a di Grassi si dojel pro první pódium v novém týmu. Při EPrix Berlína vybojoval Mortara svou první pole position, pro tým to byla první pole position of EPrix Londýna 2015, čekání trvalo 2512 dní.
Mortara zvítězil v prvním závodě EPrix Berlína, získal druhé místo v druhém závodě, pak třetí místo v Jakartě a zvítězil v EPrix Marrákeše. V New Yorku se na pódium nedostal, ale zde jej v prvním závodě nahradil Di Grassi (3. místo). O týden později získal Di Grassi své 13. vítězství, a to při EPrix Londýna. Při prvním závodě EPrix Soulu se pak stal Di Grassi prvním jezdcem Formule E, který získal 1000 bodů. V posledním závodě sezóny opět zítězil Mortara, v kariéře počtvrté. Zároveň to byla historicky 100. EPrix Formule E.
Tyto výsledky vedly k 3. místu Mortary v hodnocení jezdců se 169 body, 5. místu Di Grassiho se 129 body a celkovému druhému místu a nejúspěšnější sezóně ve Formuli E v historii týmu (295 bodů). 
Na konci sezóny tým potvrdil, že Susie Wolff a Jérôme D'Ambrosio odcházejí z vedení týmu, který se pro následující sezónu 2022/23 změnil na Maserati MSG Racing.

## Next Gen Programme
V březnu 2018 se Venturi stal oficiálně prvním týmem Formule E, který založil juniorský jezdecký program. V květnu 2018 bylo jeho součástí těchto 8 jezdců:
| Driver              | Roky | Současná série             | Tituly                      |
| ------------------- | ---- | -------------------------- | --------------------------- |
| Dorian Boccolacci   | 2018 | GP3 Series                 | Vítěz francouzské F4 (2014) |
| Pierre-Louis Chovet | 2018 | Francouzská F4             | n/a                         |
| Arthur Leclerc      | 2018 | Francouzská F4             | n/a                         |
| Benjamin Cartery    | 2018 | Motokáry                   | n/a                         |
| Louis Iglesias      | 2018 | Motokáry                   | n/a                         |
| Gaetan Gorant       | 2018 | E-Sport World Championship | E-Sport World Championship  |
| Kevin Leaune        | 2018 | E-Sport World Championship | E-Sport World Championship  |
| Maxime Paine        | 2018 | E-Sport World Championship | E-Sport World Championship  |

## Výsledky
| Legenda k tabulce | Legenda k tabulce                                                                       |
| Barva             | Výsledek                                                                                |
| ----------------- | --------------------------------------------------------------------------------------- |
| Zlatá             | Vítěz                                                                                   |
| Stříbrná          | 2. místo                                                                                |
| Bronzová          | 3. místo                                                                                |
| Zelená            | Bodované umístění                                                                       |
| Modrá             | Nebodované umístění                                                                     |
| Modrá             | Dokončil neklasifikován (NC)                                                            |
| Fialová           | Odstoupil (Ret)                                                                         |
| Červená           | Nekvalifikoval se (DNQ)                                                                 |
| Červená           | Nepředkvalifikoval se (DNPQ)                                                            |
| Černá             | Diskvalifikován (DSQ)                                                                   |
| Bílá              | Nestartoval (DNS)                                                                       |
| Bílá              | Závod zrušen (C)                                                                        |
| Světle modrá      | Pouze trénoval (PO)                                                                     |
| Světle modrá      | Páteční testovací jezdec (TD)                                                           |
| Bez barvy         | Netrénoval (DNP)                                                                        |
| Bez barvy         | Vyřazen (EX)                                                                            |
| Bez barvy         | Nepřijel (DNA)                                                                          |
| Bez barvy         | Odvolal účast (WD)                                                                      |
| Bez barvy         | Nezúčastnil se (prázdné)                                                                |
| Označení          | Význam                                                                                  |
| Tučnost           | Pole position                                                                           |
| Kurzíva           | Nejrychlejší kolo                                                                       |
| †                 | Jezdec nedojel do cíle, ale byl klasifikován, protože odjel více než 90 % délky závodu. |
| ‡                 | Byl udělován poloviční počet bodů, protože bylo odjeto méně než 75 % délky závodu.      |
| Horní index       | Umístění bodujících jezdců ve sprintu                                                   |

| Rok     | Monopost                               | Pneu | No. | Jezdci             | 1   | 2   | 3   | 4    | 5   | 6   | 7   | 8   | 9   | 10  | 11  | 12  | 13  | 14  | 15  | 16  | Body | P.T. |
| ------- | -------------------------------------- | ---- | --- | ------------------ | --- | --- | --- | ---- | --- | --- | --- | --- | --- | --- | --- | --- | --- | --- | --- | --- | ---- | ---- |
| 2014/15 | Spark-Renault SRT 01E                  | M    |     |                    | BEI | PUT | PDE | BUE  | MIA | LBH | MON | BER | MSC | LON | LON |     |     |     |     |     | 53   | 9.   |
| 2014/15 | Spark-Renault SRT 01E                  | M    | 23  | Nick Heidfeld      | 13† | DSQ | 10  | 8    | 12  | 11  | 10  | 5   | 3   | 13  | Ret |     |     |     |     |     | 53   | 9.   |
| 2014/15 | Spark-Renault SRT 01E                  | M    | 30  | Stéphane Sarrazin  | 9   | 12  | Ret | 10   | Ret | 10  | 7   | 6   | 14  | 10  | 15  |     |     |     |     |     | 53   | 9.   |
| 2015/16 | Spark-Venturi VM200-FE-01              | M    |     |                    | BEI | PUT | PDE | BUE  | MEX | LBH | PAR | BER | LON | LON |     |     |     |     |     |     | 77   | 6.   |
| 2015/16 | Spark-Venturi VM200-FE-01              | M    | 4   | Stéphane Sarrazin  | 9   | 4   | 9   | 4    | 9   | 2   | 5   | 10  | 10  | 5   |     |     |     |     |     |     | 77   | 6.   |
| 2015/16 | Spark-Venturi VM200-FE-01              | M    | 12  | Jacques Villeneuve | 14  | 11  | DNS |      |     |     |     |     |     |     |     |     |     |     |     |     | 77   | 6.   |
| 2015/16 | Spark-Venturi VM200-FE-01              | M    | 12  | Mike Conway        |     |     |     | 15   | 12  | 10  | 14  | 8   | 9   | 13  |     |     |     |     |     |     | 77   | 6.   |
| 2016/17 | Spark-Venturi VM200-FE-02              | M    |     |                    | HKG | MAR | BUE | MEX  | MON | PAR | BER | BER | NYC | NYC | MTL | MTL |     |     |     |     | 30   | 9.   |
| 2016/17 | Spark-Venturi VM200-FE-02              | M    | 4   | Stéphane Sarrazin  | 10  | 12  | 12  | 15   | 15  | 10  |     |     |     |     |     |     |     |     |     |     | 30   | 9.   |
| 2016/17 | Spark-Venturi VM200-FE-02              | M    | 4   | Tom Dillmann       |     |     |     |      |     |     | 18  | 15  | 13  | 7   | 10  | 10  |     |     |     |     | 30   | 9.   |
| 2016/17 | Spark-Venturi VM200-FE-02              | M    | 5   | Tom Dillmann       |     |     |     |      |     | 8   |     |     |     |     |     |     |     |     |     |     | 30   | 9.   |
| 2016/17 | Spark-Venturi VM200-FE-02              | M    | 5   | Maro Engel         | 9   | Ret | Ret | Ret  | 5   |     | 9   | Ret | Ret | Ret | 12  | 18  |     |     |     |     | 30   | 9.   |
| 2017/18 | Spark-Venturi VM200-FE-03              | M    |     |                    | HKG | HKG | MAR | SAN  | MEX | PDE | ROM | PAR | BER | ZRH | NYC | NYC |     |     |     |     | 72   | 7.   |
| 2017/18 | Spark-Venturi VM200-FE-03              | M    | 4   | Edoardo Mortara    | 7   | 2   | 17† | 13   | 8   | 17  | 10  | 13  |     | Ret |     |     |     |     |     |     | 72   | 7.   |
| 2017/18 | Spark-Venturi VM200-FE-03              | M    | 4   | Tom Dillmann       |     |     |     |      |     |     |     |     | 13  |     | 4   | Ret |     |     |     |     | 72   | 7.   |
| 2017/18 | Spark-Venturi VM200-FE-03              | M    | 5   | Maro Engel         | 13  | 7   | 12  | Ret  | 16  | 10  | 8   | 4   | 8   | 11  | 8   | Ret |     |     |     |     | 72   | 7.   |
| 2018/19 | Spark-Venturi VFE05                    | M    |     |                    | ADR | MAR | SAN | MEX  | HKG | SNY | ROM | PAR | MON | BER | BRN | NYC | NYC |     |     |     | 84   | 7.   |
| 2018/19 | Spark-Venturi VFE05                    | M    | 19  | Felipe Massa       | 17  | 18  | Ret | 8    | 5   | 10  | Ret | 9   | 3   | 15  | 8   | 16† | 15  |     |     |     | 84   | 7.   |
| 2018/19 | Spark-Venturi VFE05                    | M    | 48  | Edoardo Mortara    | 19  | 13  | 4   | 3    | 1   | 13  | Ret | Ret | Ret | 11  | Ret | Ret | Ret |     |     |     | 84   | 7.   |
| 2019/20 | Spark-Mercedes-Benz EQ Silver Arrow 01 | M    |     |                    | ADR | ADR | SAN | MEX  | MAR | BER | BER | BER | BER | BER | BER |     |     |     |     |     | 44   | 10.  |
| 2019/20 | Spark-Mercedes-Benz EQ Silver Arrow 01 | M    | 19  | Felipe Massa       | 12  | 17  | 9   | Ret  | 17  | Ret | Ret | 19  | 10  | 13  | 16  |     |     |     |     |     | 44   | 10.  |
| 2019/20 | Spark-Mercedes-Benz EQ Silver Arrow 01 | M    | 48  | Edoardo Mortara    | 7   | 4   | Ret | 8    | 5   | 17  | 8   | 14  | 14  | 8   | 10  |     |     |     |     |     | 44   | 10.  |
| 2020/21 | Spark-Mercedes-Benz EQ Silver Arrow 02 | M    |     |                    | ADR | ADR | ROM | ROM  | VLC | VLC | MCO | MEX | MEX | NYC | NYC | LON | LON | BER | BER |     | 146  | 7.   |
| 2020/21 | Spark-Mercedes-Benz EQ Silver Arrow 02 | M    | 48  | Edoardo Mortara    | 2   | DNS | Ret | 4    | Ret | 9   | 12  | 3   | 1   | 14  | 17  | 9   | 11  | 2   | Ret |     | 146  | 7.   |
| 2020/21 | Spark-Mercedes-Benz EQ Silver Arrow 02 | M    | 71  | Norman Nato        | 14  | 16  | 11  | DSQG | NC  | 5   | 13  | 14  | Ret | 15  | 7   | NC  | Ret | 4   | 1   |     | 146  | 7.   |
| 2021/22 | Spark-Mercedes-Benz EQ Silver Arrow 02 | M    |     |                    | ADR | ADR | MEX | ROM  | ROM | MCO | BER | BER | JAK | MAR | NYC | NYC | LON | LON | SEO | SEO | 295  | 2.   |
| 2021/22 | Spark-Mercedes-Benz EQ Silver Arrow 02 | M    | 11  | Lucas di Grassi    | 5   | 3   | 12  | 11   | 8   | 6   | 21† | 4   | 7   | 5   | 2   | Ret | 9   | 1   | 3   | 11  | 295  | 2.   |
| 2021/22 | Spark-Mercedes-Benz EQ Silver Arrow 02 | M    | 48  | Edoardo Mortara    | 6   | 1   | 5   | 7    | Ret | Ret | 1   | 2FP | 3   | 1   | 9   | 10  | 18  | 13  | Ret | 1   | 295  | 2.   |

Poznámky
- V první sezóně měly všechny týmy k dispozici stejnou pohonnou jednotku McLaren.
- G – Jezdec byl nejrychlejším ve skupinové kvalifikační fázi a byl mu přidělen 1 mistrovský bod.
- † – Jezdec nedokončil závod, ale byl klasifikován, protože dokončil alespoň 90 % délky závodu..
- P– Označení pro jezdce, který obdržel 3 body za pole position.
- F– Označení pro jedzce, který obdržel 1 bod za nejrychlejší kolo v závodě.